# Villaverde
Villaverde ist eine Stadtgemeinde in der philippinischen Provinz Nueva Vizcaya. Im Jahre 2015 zählte sie 18.507 Einwohner.
Villaverde ist in die folgenden neun Baranggays aufgeteilt:
- Bintawan Norte
- Bintawan Sur
- Cabuluan
- Ibung
- Nagbitin
- Ocapon
- Pieza
- Poblacion
- Sawmill